# Manzanillaboom

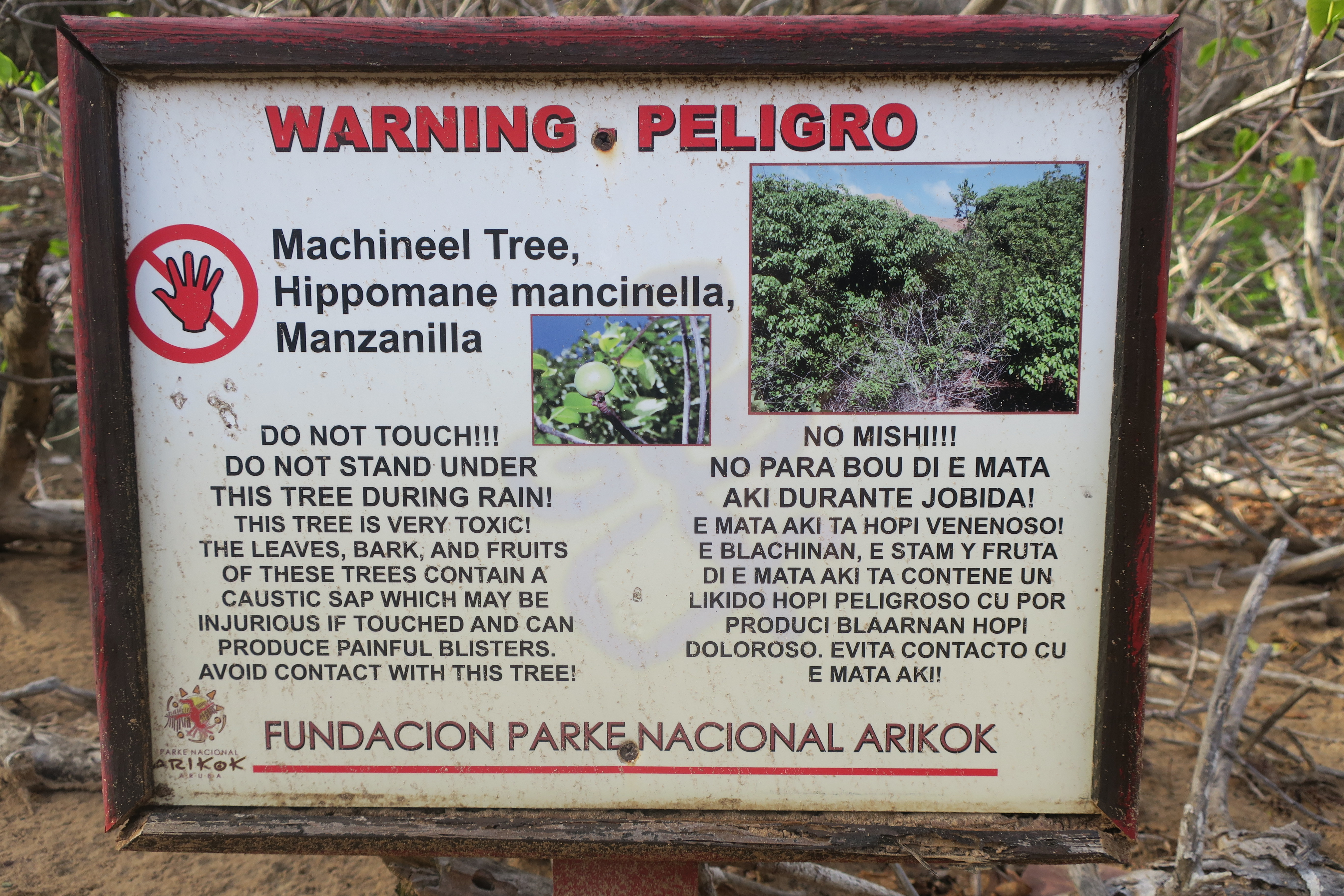
Waarschuwingsbord op Aruba

De manzanillaboom (Hippomane mancinella) is een zeer giftige boom / struik in de wolfsmelkfamilie (Euphorbiaceae). Hij komt veel voor in Midden-Amerika en het Caribisch gebied waaronder Curaçao, Bonaire en Aruba. De naam manzanilla betekent in het Spaans "appeltje"; deze dankt hij aan het uiterlijk van de vruchten.

## Beschrijving
De manzanilla is een boom met een grijsbruine stam die tot 15 m hoog kan groeien. Het bladerdek kan al zeer laag, vlak boven de grond beginnen. De bladeren zijn meestal glanzend groen met een zeer fijn gekartelde rand. De vruchten van de manzanilla lijken bedrieglijk veel op gewone groen-gele appeltjes. De manzanilla komt meestal in kustgebieden voor, vaak aan het strand juist boven de hoogwaterlijn.

## Giftigheid
De boom, bladeren en vruchten van de manzanilla bevatten alle een sterk gif. Bij het breken van een takje of blad komt er een wit, melkachtig sap vrij dat, in aanraking komend met huid, ogen of slijmvliezen, een verbranding met blaren geeft. Deze stof zou zelfs zo giftig zijn dat wanneer men schuilt onder een manzanilla tijdens een regenbui de regendruppels deze reactie al kunnen geven.
Eten van de vruchten kan heftige keelpijnen, maag-darmontstekingen met bloedingen, misselijkheid, bacteriële superinfectie, problemen met de ademhaling door opzwelling van de keel en shock veroorzaken. Dodelijke afloop wordt niet gerapporteerd in de moderne literatuur.
In veel gebieden (bijvoorbeeld Curaçao) worden de bomen gemarkeerd met een bord of met een rode "X" op de stam. Op de Franse Antillen met een rode band op circa een halve meter boven de grond. Op Bonaire zijn de bomen niet van een herkenningsteken voorzien.